# Christopher Masterson
Christopher Kennedy Masterson (Long Island, Nueva York; 22 de enero de 1980) es un actor estadounidense, conocido por interpretar el rol de Francis en la famosa serie de Fox, Malcolm.

## Biografía
Masterson nació en Long Island, y reside en Los Ángeles, donde vivía en compañía de Laura Prepon con quien mantuvo una relación desde 1999 hasta 2007. Fue el segundo hijo del matrimonio conformado por Peter Masterson (agente de seguros) y Carol Masterson (gerente) quienes se divorciaron en 1984, su madre se volvió a casar y tuvo dos niños, Jordan (Jordy) Masterson y Alanna Masterson (quien apareció en Malcolm in the middle) y The Young and The Restless; su padre también se volvió a casar y tuvo otro hijo, William Masterson. Su hermano mayor es Danny Masterson.
En 1997, obtuvo su primer papel de importancia en el filme La boda de mi mejor amigo. Aunque antes había salido en algunos filmes y programas de televisión, no fue hasta 2000 que obtuvo el papel de Francis en Malcolm in the middle, serie que duró de 2000 a 2006 emitiéndose durante siete temporadas y con la participación de Chris en todas ellas. Otras películas en las que ha trabajado son Scary Movie 2, American History X, Dragonheart: A new beginning, Nice Guys Finish Last, Hold On, Wuthering Heights.
El 25 de junio de 2019 se casó con la actriz Yolanda Pecoraro. El 7 de noviembre de 2020 revelaron que estaban esperando su primer hijo. El 3 de abril de 2021 se hizo público el nacimiento de su hija, Chiara Darby Masterson.

## Filmografía
- Mom I Can Do It (1992)
- Singles (1992)
- The Road Home (1994) (Serie de TV)
- La isla de las cabezas cortadas (1995)
- Campfire Tales (1997)
- La boda de mi mejor amigo (1997)
- Girl (1998)
- American History X (1998)
- Dragonheart - Un nuevo comienzo (2000)
- Living High
- Malcolm in the middle (2000-2006)
- That '70s show
- Nice Guys Finish Last (2001)
- Scary Movie 2 (2001)
- Hold On (2002)
- Wuthering Heights (2003)
- Waterborne (2005)
- Propiedad Intelectual (2006)
- The Masquerade (2007)
- The Art of Travel (2008)
- Made for Each Other (2008-presente)
- Impulse (2010)
- White Collar (Serie de TV) (2011)